# Pojana Mikuli

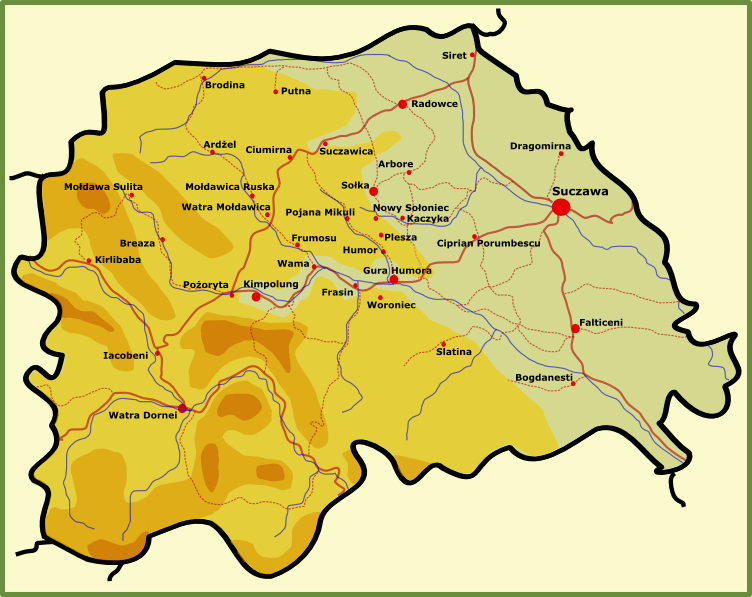
Bukowina południowa

Pojana Mikuli (rum. Poiana Micului) – wieś w Rumunii, w okręgu Suczawa, w gminie Mănăstirea Humorului. W 2011 roku liczyła 954 mieszkańców.
Wieś leży na południowej Bukowinie i zamieszkana jest w połowie przez Polaków.
Wieś Pojana Mikuli stanowi jedno z trzech zwartych skupisk wiejskich Polonii południowej Bukowiny. W 1837 r. urząd powiatowy w Czerniowcach zdecydował się zasiedlić całkowicie zalesioną dolinę rzeki Mănăstirea Humorului, odwiedzaną do tego czasu jedynie przez myśliwych i opryszków. W 1838 r. komisja złożona z urzędników niemieckich, w obecności kolonizatorów z niemieckich Sudetów, dokonała oględzin doliny. W wyniku owych oględzin, dolina została podzielona na pół. W górnej części osiedliło się ok. 40 rodzin niemieckich, a w dolnej – 40 rodzin polskich ze Starej Huty Krasnej. Tak powstała Pojana Mikuli (etym.: polana chłopa imieniem Miculi), Buchenhaim dla Niemców. W drugiej połowie XIX wieku osiadło w Pojanie również trochę rumuńskich katolików obrządku ormiańskiego, którzy swą parafię mieli w Mănăstirea Humorului. W 1869 r. Pojana liczyła 130 dymów z 1000 mieszkańców. W 1880 r. mieszkańców było 1232, z czego 1030 (387 Niemców i 643 Polaków) było katolikami.
Druga połowa XIX wieku to rozwój szkolnictwa w bukowińskich górach – w tym i polskiego. W 1856 roku, po niemieckiej stronie wsi, powstała szkoła niemiecko-polska. Dzieci polskie uczyły się tu też języka niemieckiego, co sprzyjało kontaktom wielokulturowym od najmłodszych lat. W ten sposób ludność górska, podobnie do nizinnej, także wcześnie stawała się wielojęzyczna. Pierwszy nauczyciel polski zjawił się tam w 1883 roku, był to Józef Grabowski, absolwent seminarium nauczycielskiego w Czerniowcach. Wraz z żoną założył on ogród i wzorcowe gospodarstwo rolne przy szkole. W 1892 roku w dolnej części wsi stanęła nowa szkoła, czteroklasowa, już tylko polska. W 1911 roku powstał w Pojanie Dom Polski, zapewniający rozwój kultury polskiej w tej wsi. W nim dzieci uczyły się do I wojny światowej.
Oprócz nauczycieli, polskość rozwijał również i Kościół katolicki. W Pojanie, gdzie Niemcy też byli wyznania rzymskokatolickiego, w centrum wsi, na granicy obydwu obszarów etnicznych, powstał drewniany kościółek. W 1870 przybył ze Lwowa ksiądz – Józef Muszyński. W 1887 rozpoczęto budowę murowanego kościoła, który stanął w ciągu 10 lat na styku obydwu części wsi. Jasno świecąca się biała wieża widoczna dziś jest z daleka. Kazania wygłaszano na przemian po niemiecku i po polsku, w czasie mszy śpiewano do połowy po niemiecku, a od połowy po polsku. Zmiana kolejności następowała co tydzień. Od początku XX wieku do II wojny światowej działalność duszpasterską pełnili księża misjonarze z archidiecezji krakowskiej.
Po I wojnie światowej działalność szkoły i Domu Polskiego wznowiono. W 1931 roku ukończono budowę nowej, większej szkoły, którą jednak trzeba było oddać rządowi rumuńskiemu. Nauczanie polskiego zostało ograniczone wówczas do jednej godziny dziennie. W 1937 roku wybudowano w Pojanie nowy Dom Polski z pokojami gościnnymi, czytelnią i stołówką, z myślą o Polakach z Polski. Powstał tu też basen kąpielowy. Dzięki temu, aż do 1939 odbywały się tu kolonie dla dzieci z Polski (w 1939 – 550 dzieci). Działało tu także harcerstwo, prowadzone przez państwa Dubickich. W 1940 roku żyło w Pojanie Mikuli 925 Polaków. Małżeństwa mieszane polsko-niemieckie trafiały się rzadko
W 1940 r. ludność niemiecka pod wodzą proboszcza Kurta Benscha opuściła wieś, zabierając ze sobą dzwon kościelny. Na wezwanie władz niemieckich przenieśli się oni na Śląsk i na Żywiecczyznę (gdzie zajmowali gospodarstwa Polaków, wysiedlonych w ramach "Akcji Żywiec"). Na ich miejsce zostali sprowadzeni grekokatolicy rumuńscy, których dzielił od Polaków duży dystans kulturowy. Byli to uciekinierzy z Banatu, którzy zamieszkiwali w Pojanie tylko kilka lat i nie zdołali związać się ze wspólnotą polską. Nie zostawili też po sobie wiele informacji. Wiosną 1944 roku Pojana znalazła się na linii frontu. W nocy z 30 kwietnia na 1 maja wieś została przez Niemców spalona. Polacy ukryli się w górach, skąd uciekli do krewnych żyjących w innych częściach Bukowiny. Powrót na zgliszcza, w 1945 roku, łączył się z głodem. Zimą tego roku zmarło wiele osób starszych i dzieci. Akcja repatriacyjna pozostawiła w Pojanie około osiemdziesiąt rodzin polskich. Pozostały w Pojanie także cztery rodziny niemieckie. Część niemiecka wsi została zasiedlona przez prawosławnych Rumunów. Szkoła polska została zlikwidowana. Dopiero w 1978 roku dwie absolwentki Uniwersytetu Jagiellońskiego podjęły się nauczania polskiego w Pleszy, Sołońcu i Pojanie. Od niedawna Pojana ma znów swoją szkołę polską – podstawową z ośmioma klasami. Co ciekawe, po stronie rumuńskiej jest też szkoła rumuńska, czteroklasowa. Po czwartej klasie dzieci rumuńskie idą uczyć się do szkoły polskiej. W Pojanie funkcjonuje też przedszkole.
Aktualnie w Pojanie mieszka około 260 rodzin, z czego trochę ponad połowę stanowią Polacy. Są też dwa kościoły: wyżej prawosławny, niżej (w połowie wsi) rzymskokatolicki. Tradycja wspólnych modlitw ekumenicznych jest głęboko zakorzeniona w Pojanie i częste są spotkania pomiędzy dwiema wspólnotami wiary.
Kościół katolicki pod wezwaniem Najświętszego Serca Jezusa, stanowi przykład wiejskiego neogotyku, został ostatnio całkowicie odmalowany. Wokół niego znajduje się cmentarz. W Pojanie istnieje punkt medyczny, do którego regularnie dojeżdża lekarz. Sklepów spożywczych i barów jest kilka: część po rumuńskiej stronie, część po polskiej – trochę poniżej kościoła. Są też dwa sklepy przemysłowe. Biblioteka polska odnotowuje jednak spadek czytelników. Praktycznie prawie wszyscy, wraz z Rumunami, rozumieją język polski, a większość także mówi.
Na austriackich mapach polska część Pojany jest oznaczona napisem Slovakischer Theil. Wiąże się to z błędną i dziś już raczej porzuconą niemiecką tezą o polonizacji owych słowackich górali. Wszelkie argumenty, w tym i lingwistyczne i etnologiczne, wskazują na polskie pochodzenie górali. Tym niemniej w okresie repatriacji chodził po Pojanie komisarz słowacki i namawiał – raczej nieskutecznie – do "powrotu do macierzy".
Z Pojany, wsi rozciągającej się na ponad 8 kilometrów, można przedostać się na północ przez zalesioną grań do Suczawicy. Przekroczenie północno-wschodniej grani, na wysokości poniemieckiej części wsi, prowadzi do Solki (wsi z XVII-wiecznym klasztorem, małym muzeum etnograficznym i – co ciekawe – dawnym browarem klasztornym z XVII wieku). Stąd już tylko kilka kilometrów do monastyru w Arbore. Natomiast przekroczenie grani wschodniej w polskiej części wsi prowadzi przez Majdan do polskiego Nowego Solońca i do Kaczyki. Dolina w kierunku południowym prowadzi do Gura Humorului przez Mănăstirea Humorului, w którym znajduje się monastyr Humor. Idąc tą drogą można wstąpić do całkowicie polskiej Pleszy. Z Pleszy dogodne trasy do Solońca i do Kaczyki. Za zachodnią granią znajdują się doliny schodzące w kierunku doliny Moldovițy, poniżej monastyru.